# Aethalura ignobilis
Aethalura ignobilis là một loài bướm đêm trong họ Geometridae.